# Escepsis
Escepsis (en grec antic: Σκῆψις, llatí: Scepsis) era una ciutat del sud-est de Mísia a la vora del riu Esep, i a 150 estadis al sud-est d'Alexandria de la Tròada. Les seves ruïnes es troben sota la presa de Bayramiç, a la província de Çanakkale.
Sembla que era un lloc molt antic, i es creia que es va fundar immediatament després de la guerra de Troia. Segons Estrabó, Demetri, un natural d'Escepsis, va dir que era la capital de les possessions d'Eneas, i que els seus habitants van ser traslladats per Ascani, fill d'Eneas i Escamandre, fill d'Hèctor a una ciutat nova a la qual van donar el mateix nom, a uns 60 estadis de la ciutat antiga. La ciutat vella es va anomenar Palescepsis. Durant dues generacions, els prínceps de la casa d'Eneas van mantenir la nova ciutat, fins que es va convertir en una oligarquia. Els habitants de Milet, juntament amb un grup d'habitants d'Escepsis, van fer una revolta i van instituir un govern democràtic. Els descendents de la família reial van mantenir el títol i algunes distincions.
Xenofont diu que al seu temps pertanyia a Mània, princesa dels dardanis de Mísia i que a la seva mort se'n va apoderar Mídies, el seu gendre; Dercil·lides, el comandant espartà, que havia obtingut permís d'entrada a la ciutat sota pretext, va expulsar a Mídies i va entregar el poder al poble (a l'oligarquia segurament).
No se'n sap res més fins després de la mort d'Alexandre el Gran quan va passar a Antígon que va traslladar els seus habitants a Alexandria de la Tròada, en càstig per les seves lluites amb la veïna Cebrene. Lisímac de Tràcia els va permetre el retorn. Un temps després va passar als reis de Pèrgam.
La ciutat era també un centre d'estudis filosòfics. Neleu, un ciutadà d'Escepsis deixeble d'Aristòtil i amic de Teofrast, va heretar la biblioteca d'Aristòtil, que era en possessió de Teofrast. A la mort de Neleu els llibres van passar a persones que no coneixien el seu valor, i com que no volien que fessin cap a la biblioteca que organitzaven els reis de Pèrgam, van amagar-los en una fossa, exposats a humitats i insectes. Finalment algú els va trobar i els va vendre a Apel·licont de Teos. Els llibres, molt deteriorats, van ser portats a Atenes, d'on Sul·la els va dur a Roma.
La ciutat de Palescepsis sembla que ja estava abandonada completament en època de Plini el Vell, que diu que ja no en quedaven ni vestigis. Escepsis existia encara al segle vi, quan la menciona el geògraf Hièrocles, i era seu d'un bisbat. A la rodalia hi havia unes mines de plata molt productives. Hi van néixer el gramàtic Demetri i el filòsof Metrodor.
Les seves ruïnes es troben sota la presa de Bayramiç, a prop de la vila de Kurşunlu. La ciutat fou excavada el segle xix per arqueòlegs com Henrich Schliemann i Frank Calvert. Als anys noranta del segle xx es planificà la construcció de la presa de Bayramiç, i per aquest motiu es dugueren a terme excavacions extensives a la ciutat. En diverses ocasions, quan el nivell de l'aigua ha baixat, s'han pogut veure restes d'estructures de la ciutat.